# Tyler Harris (baloncestista de 1993)
Tyler James Lee Harris (Dix Hills, Nueva York, 1 de septiembre de 1993) es un jugador de baloncesto estadounidense que pertenece a la plantilla del Al Rayyan de la QBL de Catar. Con 2,08 metros de estatura, juega en la posición de ala-pívot. Es hermano de los también baloncestistas profesionales Tobias y Terry Harris.

## Trayectoria deportiva

### Universidad
Jugó cuatro temporadas en tres universidades diferentes. Comenzó en los Wolfpack de la Universidad Estatal de Carolina del Norte, donde jugó una temporada en la que apenas contó con minutos de juego. Fue transferido a los Friars de la Universidad Providence, donde disputó dos temporadas, promediando 10,8 puntos, 4,6 rebotes y 1,2 asistencias por partido, disputando su última temporada en los Auburn Tigers de la Universidad de Auburn, la que fue su mejor campaña, al promediar 13,9 puntos y 7,7 rebotes por partido.

### Profesional
Tras no ser elegido en el Draft de la NBA de 2016, en el mes de julio firmó su primer contrato profesional con el Paris-Levallois Basket de la Pro A francesa por una temporada.
[actualizar]
El 28 de mayo de 2024 se anunció su contratación por parte del Goes de la Liga Uruguaya de Ascenso, proveniente desde Asia donde jugó para el Al-Jaish de Siria y el Al-Shamal de Catar.

## Selección nacional
Harris representa a la selección de baloncesto de Catar a nivel internacional. Hizo su debut con el equipo en la Copa de Baloncesto del Golfo de 2024.